# الهيئة الوطنية لتحديد الهوية والتسجيل (الصومال)
الهيئة الوطنية لتحديد الهوية والتسجيل هي وكالة حكومية في الصومال ، تأسست بموجب قانون تحديد الهوية والتسجيل الجديد.